# Qubic (criptomoneda)
Qubic es un protocolo de blockchain de capa 1 y una plataforma de computación distribuida que utiliza un mecanismo de consenso basado en quorum y un sistema de Prueba de Trabajo Útil (UPoW, por sus siglas en inglés). El proyecto, fundado por Sergey Ivancheglo, cofundador de IOTA y creador de Nxt, tiene como objetivo principal canalizar la potencia computacional de su red hacia el entrenamiento de redes neuronales para desarrollar una Inteligencia Artificial General (IAG) descentralizada, denominada Aigarth.
A diferencia de los sistemas de prueba de trabajo tradicionales que resuelven problemas criptográficos arbitrarios, Qubic utiliza su potencia de minería para tareas con valor intrínseco, principalmente el entrenamiento de IA. La red opera con 676 validadores, llamados "Computors", que alcanzan el consenso sobre el estado de la red cada pocos segundos, permitiendo transacciones sin comisiones y con finalidad inmediata.

## Historia
La concepción de Qubic se remonta a 2012, con una propuesta en el foro Bitcointalk de un sistema de "Moneda Basada en Quorum" (Quorum-Based Coin), inspirado en los trabajos de Nick Szabo y Leslie Lamport.

### Etapa en IOTA
Durante varios años, Qubic fue desarrollado como una extensión para la red IOTA. Su propósito era dotar al Tangle de IOTA de capacidades de contrato inteligente, oráculos y computación externalizada, con la visión de crear un "superordenador mundial". El desarrollo estaba ligado a JINN, un proyecto de hardware ternario que no llegó a materializarse.
Debido a divergencias estratégicas y al abandono del proyecto de hardware, la Fundación IOTA pivotó hacia una solución de contratos inteligentes diferente. Esto llevó a la salida de Sergey Ivancheglo de la fundación en 2019 y a la posterior resurrección de Qubic como un proyecto independiente.

### Lanzamiento como red independiente
Qubic lanzó su red principal (mainnet) en abril de 2022 como un protocolo de capa 1 autónomo, conservando su visión original de consenso por quorum y un enfoque en la inteligencia artificial. El proyecto se lanzó sin una ICO, financiación de capital de riesgo o pre-minado de tokens.

## Arquitectura Técnica
La arquitectura de Qubic se desvía significativamente de los diseños de blockchain tradicionales.

### Consenso por Quorum
La red está asegurada por 676 "Computors", que son los mineros con mejor rendimiento en la época semanal anterior. Para que una transición de estado (un "tick") sea válida, una supermayoría de al menos 451 Computors (dos tercios) debe alcanzar un consenso. Este sistema proporciona finalidad inmediata a las transacciones, eliminando el riesgo de reorganizaciones de la cadena. Un "Arbitrador" supervisa la asignación de tareas de IA, pero no tiene poder sobre la validación de transacciones.

### Prueba de Trabajo Útil (UPoW)
La innovación central de Qubic es su mecanismo de Prueba de Trabajo Útil. En lugar de gastar energía en cálculos sin propósito, los mineros compiten para entrenar redes neuronales que contribuyen a la IA del proyecto, Aigarth. La eficiencia en esta tarea determina su rango y su potencial para convertirse en un Computor.

### Contratos Inteligentes
Los contratos inteligentes en Qubic se escriben en C++ y se compilan para ejecutarse de forma nativa en el hardware de los Computors, eliminando la necesidad de una máquina virtual como la EVM. Para desplegar un contrato, este debe ser aprobado por el Quorum y financiado a través de un modelo de Oferta Pública Inicial (OPI). Los tokens `$QUBIC` utilizados para financiar la OPI se queman, creando un mecanismo deflacionario ligado a la utilidad de la red.

## Aigarth: La IA de Qubic
El objetivo final de Qubic es desarrollar Aigarth, una Inteligencia Artificial General descentralizada. La red global de mineros funciona como un motor de entrenamiento distribuido para las redes neuronales que componen Aigarth. El proyecto ha propuesto un marco ético para guiar su desarrollo, utilizando una lógica ternaria (verdadero, falso, desconocido) para dotar a la IA de la capacidad de reconocer la incertidumbre.

## Ecosistema
Qubic fomenta el desarrollo en su red a través de programas de subvenciones e incubación. Proyectos clave del ecosistema incluyen un puente de interoperabilidad con redes EVM y una plataforma de custodia de activos digitales de grado institucional.

### Controversia con Monero
En 2024, Qubic inició una estrategia para utilizar su poder computacional para minar Monero (XMR). El plan escaló hasta el objetivo de alcanzar más del 51% del hashrate de la red Monero para redirigir sus recompensas de bloque hacia el ecosistema Qubic, con el fin de recomprar y quemar sus propios tokens. Esta acción fue calificada por la comunidad de Monero como un "ataque económico" y generó una controversia significativa sobre la ética de las interacciones entre cadenas.